# Michaël (aartsengel)

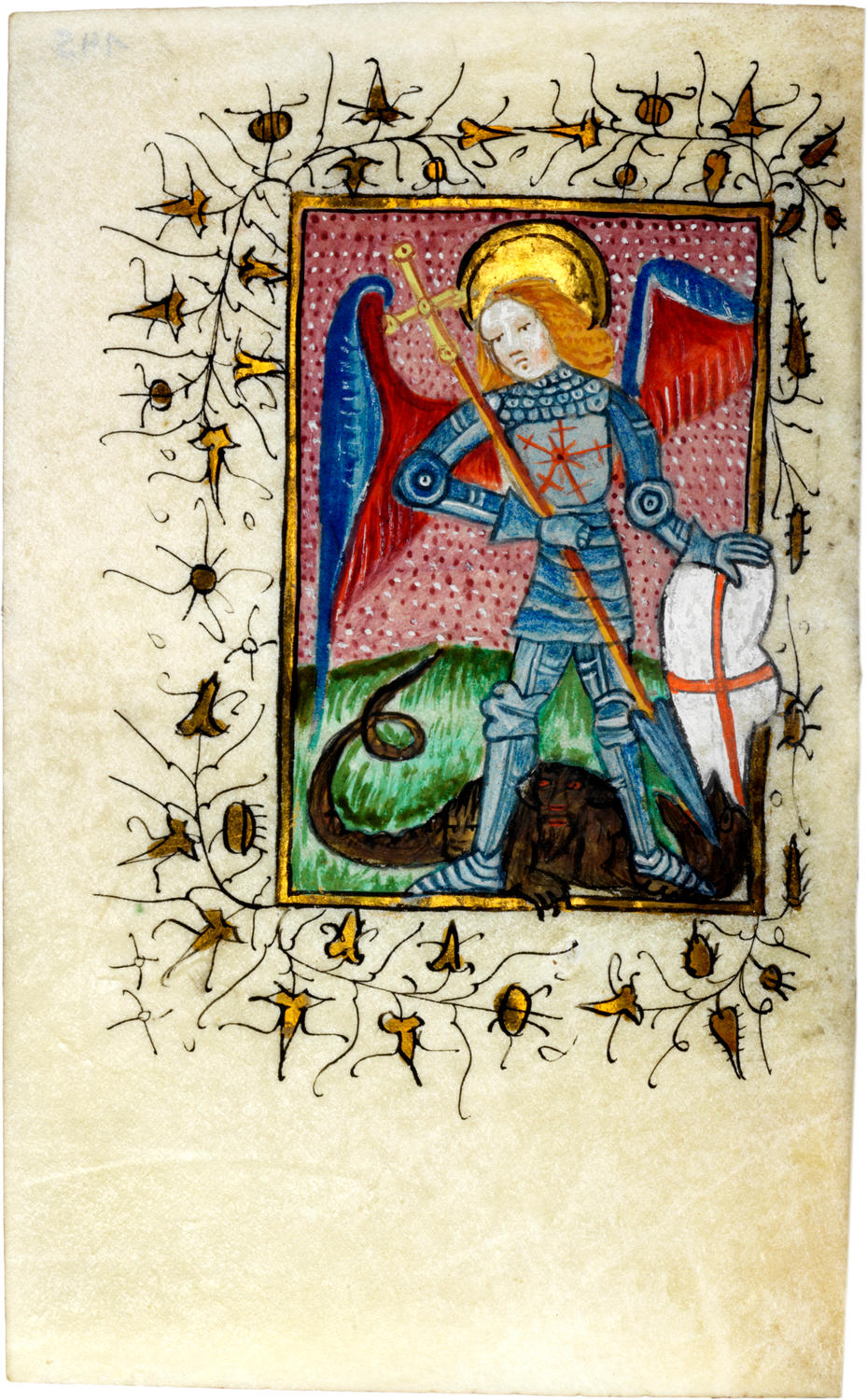
Verluchting uit het Getijdenboek van Reynegom met Michaël die tegen de draak vecht

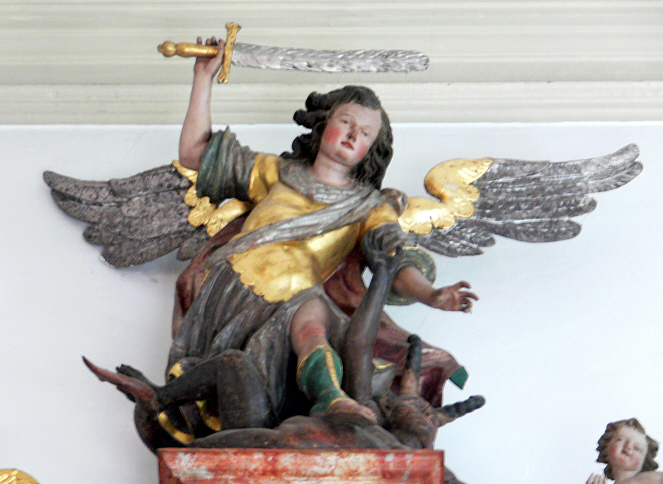
Aartsengel Michaël vecht tegen de draak

De aartsengel Michaël (Hebreeuws: מִיכָאֵל mîkhā’el, "wie is als God?" Grieks: Μιχαήλ, Arabisch: ميكائيل , Mika'il en ,ميخائيل, Micha'il) (Sint-Michiel) komt voor in de Hebreeuwse Bijbel, het Nieuwe Testament en de Koran.

## Hebreeuwse Bijbel
De naam Michaël wordt in de Hebreeuwse Bijbel meerdere keren genoemd als eigennaam van mensen, maar was vooral populair in de Perzische periode.
In Daniël 10:13 sprak een naamloze engel tot Daniël, vertelde dat Michaël hem had geholpen en noemde hem "een van de voornaamste vorsten" (אחד השׂרים הראשׁנים ’achad haśśārîm hāri’šonîm). In het vervolg van het gesprek werd Michaël aangeduid als "je vorst", waardoor Michaël beschouwd ging worden als beschermer van de Israëlieten. Het idee dat God ieder volk een beschermengel had toegewezen, stamde uit de weergave van Deuteronomium 32:8 in de Septuagint, waar die kan worden gelezen als dat God de gebieden van de volken vastlegde op basis van het aantal engelen. Terwijl in Deuteronomium het beeld wordt geschetst van vredige en naast elkaar bestaande volksengelen, streden deze met elkaar in Daniël. Hierin had Michaël de rol om de strijd in het voordeel van Gods volk te beslissen.
In Daniël 12:1 markeert het optreden van Michaël als "de grote vorst" (הַשַּׂר הַגָּדוֹל haśśar haggādôl) de ondersteuning van Gods volk in de geweldige crisis in de eschatologische eindtijd. Het beeld van een ondersteunend ingrijpen door hemelse machten in aardse conflicten kan al worden gevonden in pre-exilische geschriften, zoals in Rechters 5:20, waar het ingrijpen van God ten gunste van Zijn volk in poëtische vorm als een strijd waarin sterren zich tegen de vijandelijke veldheer Sisera keren. In de tijd van het ontstaan van het boek Daniël werden engelen en sterren met elkaar in verband gebracht, zoals in het Eerste boek van Henoch.

## Apocriefe werken
Om de Bijbelse citaten waarin Michaël wordt genoemd te kunnen classificeren, moeten vermeldingen in de pseudepigrafische werken die zijn ontstaan tussen de Hebreeuwse Bijbel en het Nieuwe Testament worden meegewogen. In het "Boek van de Wachters" werd Michaël specifiek aan het volk Israël toegewezen. In het "Boek van de dromen" werd aan Michaël het rechtspreken van de gevallen engelen overgedragen.
Meerdere keren werd Michaël met andere met name genoemde engelen vermeld: als paar met Gabriël, als trio met Gabriël en Uriël en als centraal figuur in een groep van zeven.
In 1 Henoch 20:5 werd de bijzondere rol van Israël (als "beste deel van de mensheid") zodanig uitgelicht dat enige vergelijking met andere volksengelen hierin zelfs geen plaats kreeg: het ging om de bijzondere rol van Israël in de wereldgeschiedenis, niet om een rangorde van volken. Het gaat hier dus niet om een verklaring van etnische aanduidingen, maar om een ethisch-theologische vaststelling.

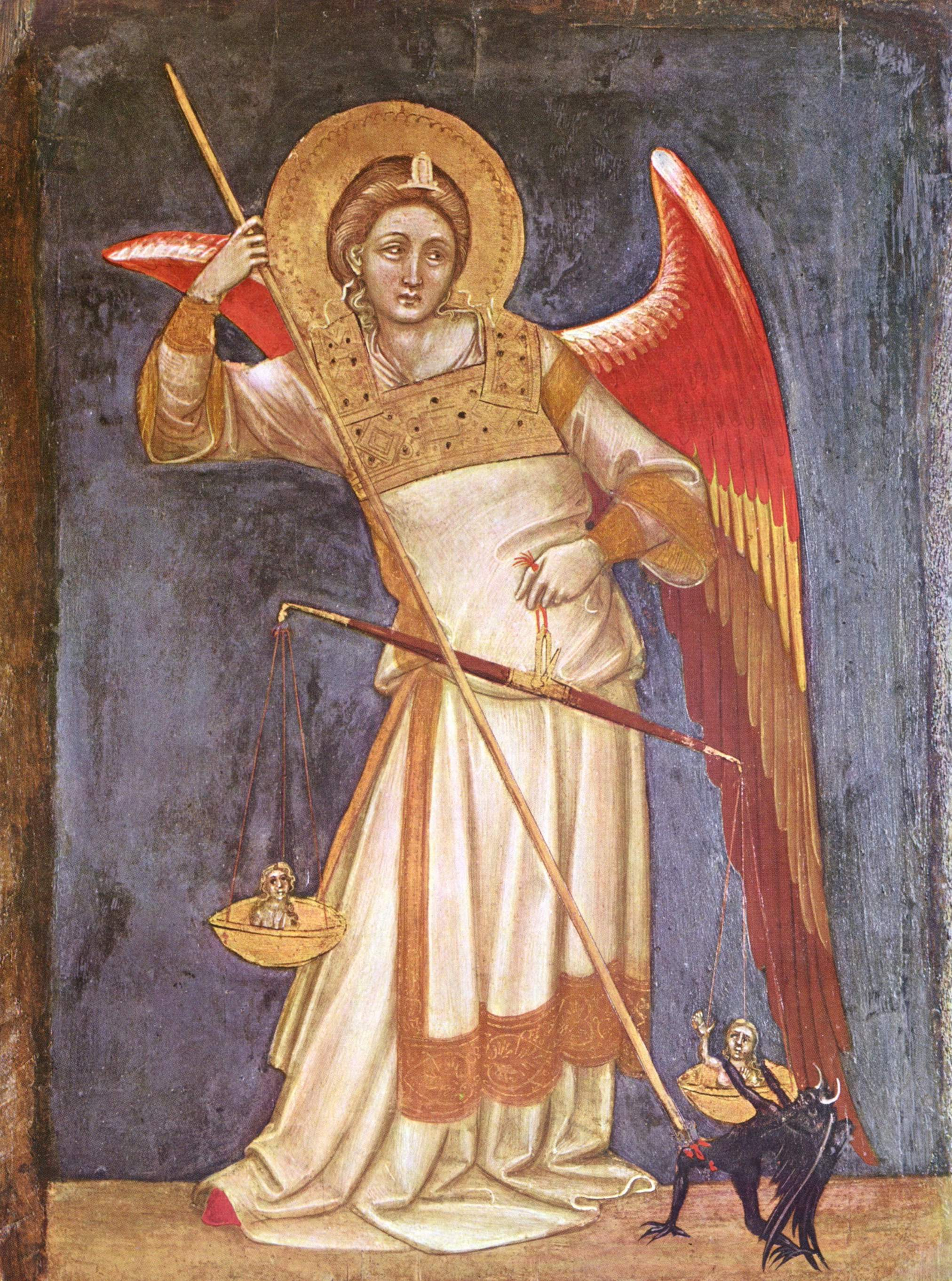
Aartsengel Michaël weegt een ziel, naar Guariento rond 1350

Baruch kwam Michaël tegen in de "vijfde hemel" als "sleutelbewaarder van het hemelrijk": in een grote schaal legt de engel de deugdzamen en goede werken van gerechtigheid aan God voor. De geleide- en beschermengelen van individuele mensen brachten hun deugdzamen (in de vorm van hemelse bloemen) op het bestemde uur als beloning voor hun (wed)strijd voor Michaël. Michaël scheen ook verantwoordelijk te zijn voor de aansturing van beschermengelen en de aan hen toegewezen mensen, want de aan "slechte mensen" toegewezen engelen richtten zich tot hem.
In een joodse pseudepigrafische tekst, het Testament van Abraham zendt God de aartsengel Michaël naar Abraham met de boodschap dat deze zich dient voor te bereiden op zijn aanstaande dood. In het verhaal weigert Abraham die te aanvaarden en weet steeds opnieuw een vorm van uitstel te bedingen. De oorspronkelijk Griekse tekst moet eind eerste, begin tweede eeuw geschreven zijn. Ook in de teksten van het Testament van Isaak en het Testament van Jakob heeft Michaël deze rol.
Michaël komt ook eenmaal voor in het Visioen van Gabriël, waar hij samen met anderen God een vraag stelt.

## Nieuwe Testament
In het Nieuwe Testament wordt Michaël in Judas 1:9 als ἀρχάγγελος archangelos, "aartsengel" aangeduid. De titel "aartsengel" komt in de hele Bijbel verder alleen voor in 1 Tessalonicenzen 4:16. De auteur van Judas greep terug op een overlevering waarin Michaël met de duivel streed om het lichaam van Mozes. Michaël had in die situatie niet op eigenrichting teruggegrepen en zijn tegenstander veroordeeld, maar liet het oordeel aan God zelf over.
Volgens Origenes was dit verhaal te herleiden tot het apocriefe werk "Hemelvaart van Mozes" (Ἀνάληψις Μωυσέως, Analepsis Mōyseōs). Het is onduidelijk of dit werk hetzelfde is als het werk dat Athanasius noemde dat in het Nederlands ook vertaald kan worden als "Hemelvaart van Mozes", maar in het Oudgrieks wordt aangeduid als Ἀνάβασις Μωυσέως, Anabasis Mōyseōs. (Vergelijk de traditie zoals in 1 Henoch waarin aan Michaël het rechtspreken van de gevallen engelen werd overgedragen, zie boven.)
In het boek Openbaring van Johannes (12: 7-12) winnen Michaël en zijn engelen de apocalyptische eindstrijd tegen de draak en zijn engelen.

## Joodse Traditie
Volgens rabbijn Simeon ben Lakisch (230-270 n. Chr.) zijn de namen van de Joodse aartsengelen 'meegebracht' uit Babylon. Ze verschijnen voor het eerst in de post-exilische literatuur. De opmerking kan geen betrekking hebben op de Hebreeuwse namen, maar alleen op het idee om engelgestalten te individualiseren en een eigennaam te geven.
Binnen de joodse exegese werd een heilsgeschiedenis uitgewerkt met een leidende rol voor Michaël, waarbij hij als vertegenwoordiger van JHWH optrad. Michaël kreeg een centrale functie in de cultus als hoogste instantie in de rij bemiddelaars tussen JHWH en Zijn volk.

### Michaëls handelingen in de geschiedenis van Israël
Michaël redde Abraham uit de vuuroven waar de Chaldeeërs hem in hadden geworpen vanwege zijn geloof. Hij beschermde Sara, zodat Abimelech haar niet aanraakte. Michaël was de voornaamste van de drie mannen die voor Abraham verschenen om Sara de heuglijke boodschap te verkondigen van de aanstaande geboorte van Isaak. Michaël en Gabriël reisden vervolgens verder naar Sodom, Gabriël om Sodom te vernietigen, Michaël om Lot te redden. Michaël behoedde Isaak voor de offerdood, verhinderde Laban Jakob leed aan te doen en was de omineuze "man" die in Genesis 32:23-33 met Jakob worstelde en hem uiteindelijk overwon. Hij ontvoerde Aseneth, de dochter van Sichem en Dina, naar Egypte toen Jakobs zonen haar wilden doden en bewaarde haar als toekomstige vrouw van Jozef. Michaël maakte de tegenwerping van Usas, de beschermengel van Egypte, tegen de uittocht uit Egypte van de Israëlieten ongedaan, leidde de Israëlieten bij hun dolen in de woestijn, versloeg het leger van Sanherib en de Assyriërs voor Jeruzalem en verdedigde de Israëlieten in de hemel, hoe meer Haman hen op aarde aanklaagde. Hij herinnerde de koning aan Mordechai, die hierna met grote eer werd overladen. Volgens de Apocalyps van Mozes dankte Israël aan Michaël het overdragen van de Wet. Volgens de Midrasj over Mozes' dood, weigerde Michaël uit respect voor Mozes zijn ziel te halen. Michaël was ook bij de installatie van het priesterschap betrokken.

### Michaëls rol in het Laatste Oordeel
De beschrijving van het Laatste Oordeel gaf een scherpe tegenstelling tussen de aanklager (Satan) en de voorspreker (Michaël). De rabbijnse literatuur werkte dit aspect uit als illustratie van hoop voor de vromen om bewaard te worden bij het Laatste Oordeel. De in 1 Henoch 89:61ff genoemde schrijver, die de Israëlieten in de tijd van de laatste nood te hulp kwam, wordt traditioneel geïnterpreteerd als Michaël. In zijn persoon kwamen de aspecten van gerechtelijke en tegenwoordige rechtvaardiging bij elkaar: het eerste verbeeld door de worsteling tussen Samaël en Michaël in de eindtijd; in de zin van tegenwoordige rechtvaardiging daarentegen werd Michaël als cultische middelaar beschouwd: hij stond boven op de tempel in Jeruzalem, sprak voortdurend voorbedes voor zijn volk en was bovendien bewaker van dagelijkse ethiek.

## Christelijke traditie

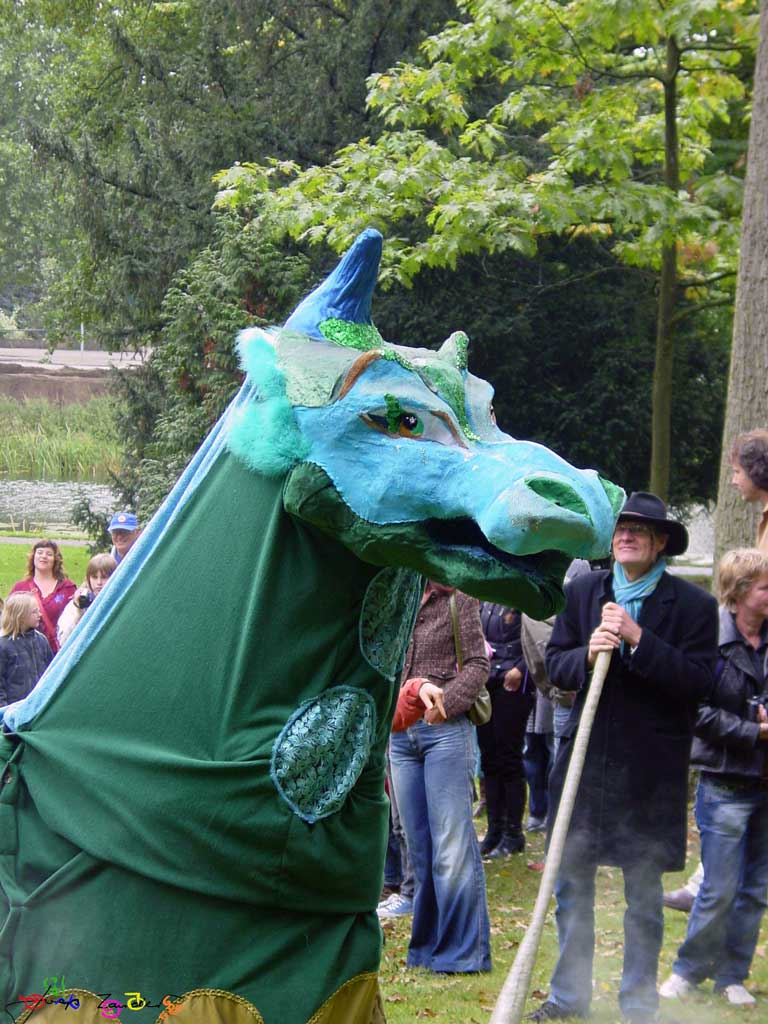
Vrijescholen kennen de traditie om op Michaels feestdag symbolisch de draak te verslaan

### Christelijke legenden
In Rome wordt op 8 mei bovendien de verschijning aan paus Gregorius I gevierd. De aartsengel zou tijdens een pestepidemie verschenen zijn, vliegend in de lucht terwijl hij zijn vlammend zwaard in de schede stak.
Michaël komt ook voor in de 'legende van het Heilige Kruis'. Volgens een legende kreeg Seth van de aartsengel Michaël een tak van de verboden boom om zijn vader Adam te genezen toen die op zijn sterfbed lag. Toen hij terugkwam was zijn vader al dood. Seth plantte de tak op Adams graf. De boom die daaruit groeide, zou uiteindelijk het hout leveren voor het kruis van Jezus.

### Christelijk gebed
Een populair gebed tot de aartsengel Michaël is het gebed dat geschreven is door paus Leo XIII (paus van 1878–1903). Het verhaal gaat dat hij het gebed schreef na een visioen gezien te hebben.
Het gebed gaat als volgt: ‘Heilige Aartsengel Michaël, verdedig ons in de strijd. Wees onze bescherming tegen de boosheid en de listen van de duivel. Wij smeken ootmoedig dat God hem Zijn macht doet gevoelen. En gij, vorst van de hemelse legerscharen, drijf Satan en de andere boze geesten, die tot verderf van de zielen over de wereld rondgaan, door de goddelijke kracht in de hel terug. Amen.‘

### Christelijke cultuur
De bovengenoemde legende van het Heilige Kruis is door Agnolo Gaddo als fresco geschilderd in de kerk S. Croce te Florence.
Bekend is de Mont Saint-Michel in Normandië, aan deze engel toegewijd. Paus Gregorius I wijdde aan hem de Engelenburcht te Rome toe, dat was omdat de aartsengel tijdens een pestepidemie aan de paus verschenen was. De aartsengel gaf zijn naam aan de Franse Orde van de Heilige Michaël, de Britse Orde van Sint Michaël en Sint Joris en de Beierse Huisridderorde van de Heilige Michaël.

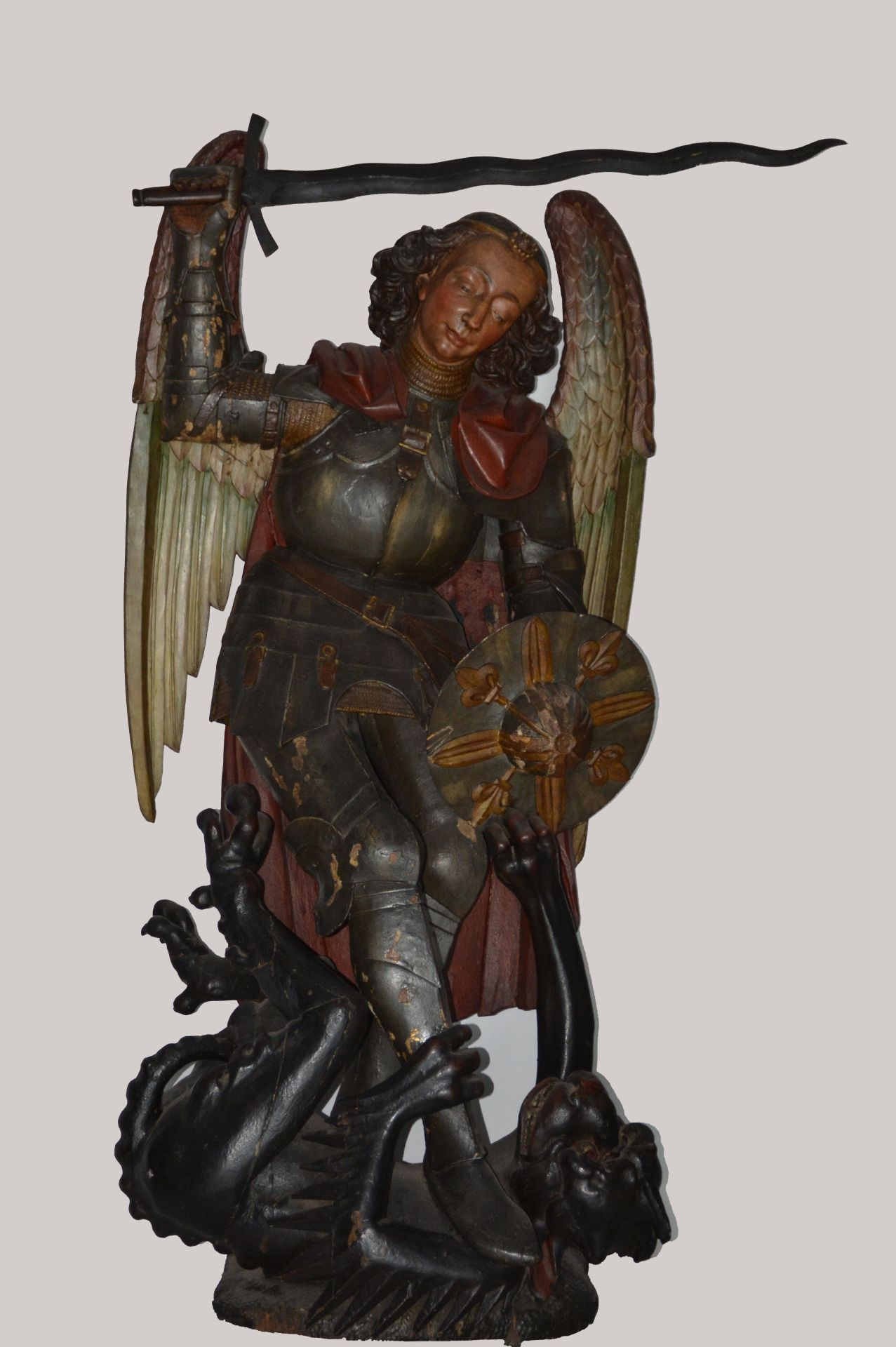
Beeldje van hout, Sint-Michiel verslaat de draak, gepolychromeerd, Gruuthusemuseum (Brugge)

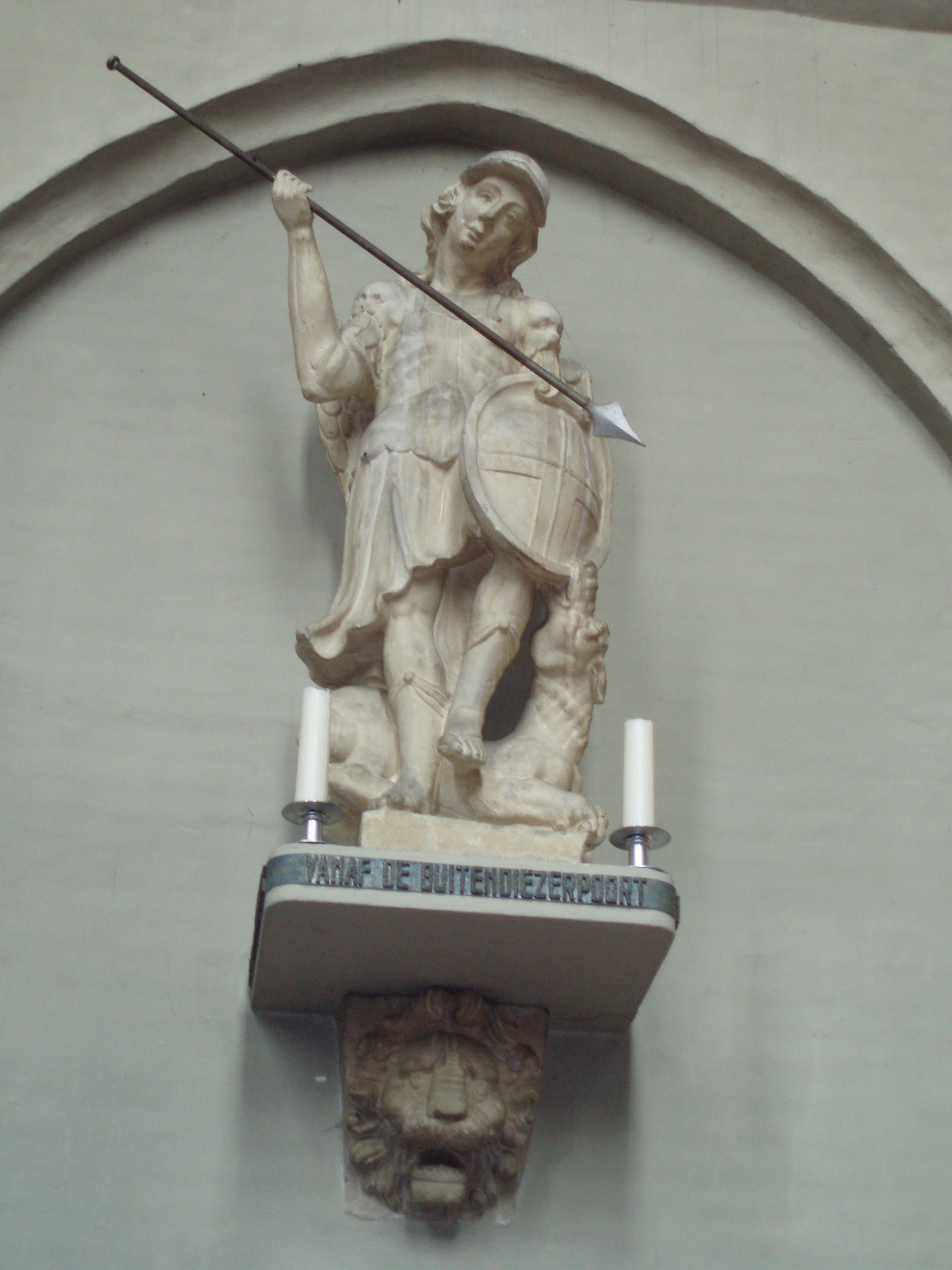
Aartsengel Michaël vecht tegen de draak (Basiliek van Onze-Lieve-Vrouw-Tenhemelopneming te Zwolle)

Michaël is de patroon van de wapendragers, en vanwege zijn weegschaal ook die van de bakkers, de weegmeesters en de apothekers en verder van de ambulanciers, de artiesten, de bankiers, de stervenden, de kruideniers, de paramedici, de zieken, de armen, de zwaardsmeden, de ruiters, de soldaten, de politiemannen, de hoedenmakers, de blik- en tingieters, de wagenmakers, de radiomechanici, de snijders, de glazenmakers, de steenhouwers en de schilders. Hij is ook de patroonheilige van Archangelsk, Avekapelle, Harlingen, Emmeloord, Brussel, Brecht, Bree, Keerbergen, Cornwall, Dormagen, Dumfries, Duitsland, aartsbisdom Mobile, Zeitz, Zwolle, Sint-Michielsgestel, Umbrië, Pontassieve, Papoea-Nieuw-Guinea, Puebla, Šibenik, het bisdom San Angelo, San Miguel de Allende, Tegucigalpa, het aartsbisdom Seattle, het bisdom Springfield en het Zwitserse dorpje Seelisberg. Tevens is hij patroonheilige van Oekraïne en de Oekraïense hoofdstad Kiev en staat hij daarom afgebeeld op de vlag en het wapen van Kiev. Hij wordt aangeroepen voor een goede dood en tegen bliksem en donder.
In de beeldende kunst werd Michaël in de Byzantijnse tijd afgebeeld gekleed in een chlamys van het keizerlijk hof. In de hand draagt hij dan een lange staf waaraan een wimpel is bevestigd met in de Griekse taal de woorden: "Heilig, heilig, heilig," uit het boek Jesaja 6:3. In het Westen draagt hij meestal een tuniek of is hij als ridder gekleed met zwaard en hellebaard.
De bekende spiritual "Michael, row the boat ashore, Alleluia!" gaat over een reis van de gestorven zielen.
De feestdag van deze aartsengel is op 29 september, waarvan ook de naam "Sint-Michielszomer" is afgeleid.
In de kathedraal van Brussel wordt de H. Aartsengel Michaël gevierd als hoogfeest (voornaamste patroon van de kathedraal en van de stad Brussel). Wanneer 29 september samenvalt met een zondag heeft het hoogfeest van de H. Michaël voorrang op de zondagsliturgie.

### Andere visies
- Volgens Jehova's getuigen is de aartsengel Michaël een pre-existentie van Christus (Jezus voordat hij mens werd).
- In de antroposofie van Rudolf Steiner neemt Michaël, naast de andere aartsengelen, een centrale plaats in. Hij geldt als het aangezicht van de Christus.

## Islam

### Koran
In de Koran wordt Michaël slechts eenmaal genoemd. Soera 2:98 luidt: "Al wie een vijand is van God en Zijn engelen en Zijn boodschappers en Gabriël (جبريل) en Michaël (ميكال), God is een vijand van zulke ongelovigen."
Michaël · Gabriël · Rafaël · Uriël · Azraël 